# Никольское (Лопатинский район)
Никольское — село в Лопатинском районе Пензенской области России. Входит в состав Верешимского сельсовета.

## География
Село находится в юго-восточной части Пензенской области, в пределах Приволжской возвышенности, в лесостепной зоне, на берегах реки Тугуски, на расстоянии примерно 21 километра (по прямой) к юго-западу от села Лопатина, административного центра района. Абсолютная высота — 227 метров над уровнем моря.

## История
Основано в составе Петровского уезда Саратовской губернии одновременно с соседним с. Огаревкой, между 1795 и 1811 гг. коллежским асессором Николаем, подпоручиками Ильей и Алексеем Ивановичами Огаревыми как д. Никольская на земле, пожалованной по высочайшему рескрипту. Перед отменой крепостного права – помещичье промышленное село за Алек. Всеволодовичем Аплечеевым, 93 крестьянских двора (всего – 122), 325 ревизских душ крестьян, 29 – дворовых людей, 131 тягло на барщине и 6 – частью на барщине, частью на оброке, работала суконная фабрика Аплечева, село располагалось на 60,2 десятины усадебной земли, у общины 1130 дес. пахотной земли, 215 дес. сенокоса, у помещика 2221 дес. удобной земли, сверх того 837,7 – неудобной, в числе удобной 413 дес. кустарника и леса, оброчные крестьяне платили в год по 17 руб. 15 коп. с тягла и отрабатывали по одному дню на уборке хлеба и сена. В 1877 г. – в Чернавской волости Петровского уезда Саратовской губернии, 103 двора, церковь, ветряная мельница, в 1884 г. — в составе Даниловской волости, 121 двор. В 1914 г. – церковь, земская школа, при селе находилась усадьба Аплечеева, 1 дом.
С 1928 года село являлось центром сельсовета Лопатинского района Вольского округа Нижне-Волжского края. С 1935 года в составе Даниловского района Саратовского края (с 1939 года — в составе Пензенской области). В 1937 г. – центральная усадьба колхоза имени Пугачева, в 1955 г. — в составе Верешимского сельсовета, бригада колхоза имени Сталина. С 1958 года — в составе Лопатинского района. 

## Население
| 1859 | 1877 | 1884 | 1914 | 1921 | 1959 | 1979 |
| ---- | ---- | ---- | ---- | ---- | ---- | ---- |
| 770  | ↘693 | ↘663 | ↗738 | ↘675 | ↘386 | ↘226 |
| 1989 | 1996 | 2002 | 2010 |      |      |      |
| ↘105 | →105 | ↘96  | ↘54  |      |      |      |

### Национальный состав
Согласно результатам переписи 2002 года, в национальной структуре населения русские составляли 98 %.